# 斯蒂芬·霍尔特
斯蒂芬·霍尔特（英語：Stephen Holt，1974年—），澳大利亚前男子曲棍球运动员。他曾代表澳大利亚国家队参加2000年夏季奥林匹克运动会曲棍球比赛，获得一枚铜牌。